# Dyoxeia
Dyoxeia es un género de foraminífero bentónico considerado como nomen nudum e invalidado, y, aunque de estatus incierto, podría ser perteneciente al Suborden Astrorhizina del Orden Astrorhizida. No fue asignada su especie-tipo, aunque Dyoxeia richardi podría ser considerada como tal. Su rango cronoestratigráfico abarcaba el Holoceno.

## Discusión
Clasificaciones previas incluirían Dyoxeia en el Suborden Textulariina y/o Orden Textulariida Fue originalmente incluido en el grupo llamado Spiculacés, junto con Rhabdaminella y otros aglutinados de partículas silíceas, especialmente espículas de esponjas silíceas.

## Clasificación
Dyoxeia incluía a las siguientes especies:
- Dyoxeia richardi
- Dyoxeia vulgaris